# Sauli Väisänen
Sauli Väisänen, född 5 juni 1994 i Helsingfors, är en finländsk fotbollsspelare som spelar för Ilves i finska Veikkausliiga.

## Klubbkarriär
Väisänen har tidigare spelat för Pallohonka och FC Honka. I juli 2014 skrev han på för AIK. I september 2015 lånades Väisänen ut till HIFK.
I juli 2017 värvades Väisänen av italienska SPAL. I augusti 2018 lånades han ut till Crotone på ett låneavtal över säsongen 2018/2019. Den 24 augusti 2019 värvades Väisänen av Serie B-klubben Chievo. Den 16 augusti 2021 värvades Väisänen av Serie B-klubben Cosenza, där han skrev på ett ettårskontrakt.
I december 2024 skrev han ett kontrakt med Ilves (lodjuret).

## Landslagskarriär
Den 5 mars 2014 debuterade Väisänen i Finlands U21-landslag då han blev inbytt med 5 minuter kvar av matchen. Den 9 september 2014 gjorde han sitt första mål för U21-landslaget. 
Den 6 oktober 2016 debuterade Väisänen i Finlands A-landslag i Reykjavik.